# 手語新聞
手語新聞，泛指於電視台播出的新聞报道節目時，由主播用手語播報新聞或用口語播報新聞時加插手語傳譯。

## 各地的手語新聞

### 中國大陸
- 中國中央電視台
  - 新聞頻道於每天18:00播出的《共同关注》（于画面左下方提供手语传译）
- 北京广播电视台
  - 北京卫视于每天18:30播出的《北京新闻》（于画面左下方提供手语传译）
  - 新闻频道于每天14:10播出的《新闻手语》
- 天津广播电视台
  - 新闻频道于每天21:00播出的《新闻延长线》（于画面左下方提供手语传译）
- 张家口广播电视台
  - 新闻综合频道于每周日播出的《手语新闻》（于画面右下方提供手语传译）
- 大连广播电视台
  - 新闻综合频道于每周六7:20播出的《手语新闻》
- 黑龙江广播电视台
  - 黑龙江卫视于每天18:30播出的《全省新闻联播》（于画面左下方提供手语传译）
- 上海广播电视台（皆于画面右下方提供手语传译）
  - 东方卫视于每周一至六12:00播出的《午间30分》、每天18:00播出的《东方新闻》
  - 新闻综合频道于每天18:30播出的《新闻报道》
- 常州广播电视台
  - 新闻综合频道于每周日17:10播出的《手语新闻》
- 苏州广播电视总台
  - 新闻综合频道于每周日17:15播出的《苏州手语新闻》（于画面左下方提供手语传译）
- 扬州广播电视总台
  - 扬州1套于每周日17:10播出的《扬州新闻周刊》（于画面右下方提供手语传译）
- 杭州广播电视台
  - 西湖明珠频道于每周六至日8:45播出的《明珠手语新闻》
- 厦门广播电视集团
  - 厦视2套于每周日18:05播出的《手语新闻：一周综述》
- 广东广播电视台
  - 新闻频道于每天17:00播出的《正点播报》（于画面左下方提供手语传译）
- 珠海广播电视台
  - 新闻综合频道于每周六13:10播出的《手语七日》
- 惠州广播电视台
  - 新闻综合频道于每天12:30播出的《午间新闻》（于画面左下方提供手语传译）
- 广西广播电视台
  - 广西卫视于每周五6:04播出的《一周新闻综述》（于画面右下方提供手语传译动画）

### 香港
- 香港電台
  - 港台電視31於每星期日8:00播出的《時事摘錄》
  - 港台電視31於每日18:00播出的《新闻天地》（于画面右下方提供手语传译）

- 有線寬頻開電視
  - HOY資訊台於每日18:00播出的《手語新聞報道》（于画面右下方提供手语传译，但如果右下方有直播，那改为右上方提供手语传译）

- 無綫電視
  - 明珠台於每日19:00播出的《手語新聞報道》（于画面右方提供手语传译）

- 香港電視娛樂
  - ViuTV於每日18:00播出的《6點新聞報道》（于画面右下方提供手语传译）

### 台灣
- 公共電視文化事業基金會
  - 公視主頻於星期一至五8:00播出的《公視手語新聞》
  - 客家電視台於星期一至五12:30播出的《當晝新聞》（于画面左下方提供手语传译）

- 鏡電視
  - 鏡電視新聞台（鏡新聞）於星期一、三、五在16:00播出的《1600整點新聞（手語）》（于画面右下方提供手语传译）[1]

### 澳門
- 澳門廣播電視股份有限公司
  - 澳視澳門台於每天7:45播出的《早晨新闻》（于画面右下方提供手语传译）
  - 澳視澳門台於每天19:00播出的《澳視新聞》（于画面右下方提供手语传译）

### 馬來西亞
- 马来西亚广播电视台
  - TV1和BES於每晚20:00播出的《Berita Perdana》（于画面右下方提供手语传译）

### 日本
- 日本廣播協會
  - NHK教育頻道於星期一至五13:00、星期六至日19:55播出的《NHK手语新闻》
  - NHK教育頻道於星期一至五20:45播出的《NHK手语新闻845》
  - NHK教育頻道於星期六11:45播出的《每周手语新闻》
  - NHK教育頻道於星期日19:45播出的《儿童手语周报》
- 日本新闻网（JNN）
  - 联播网各成员电视台于每周六、日6:45播出的《JNN新闻》
- 日本新闻网（NNN）
  - 联播网各成员电视台於每周日6:45播出的《NNN周日新闻》（於画面右下方提供手语传译）
- 京都放送於星期一至五11:55播出的《KBS京都 京都新聞报新闻》（於画面右下方提供手语传译）
- 青森放送于每月最后一个星期五18:15播出的《RAB新闻雷达》（於画面右下方提供手语传译）
- 札幌電視台每月会播出一次[2]带手语传译的《STV新闻最前线》（仅北海道新闻部分）或《种类繁多179》

### 大韓民國
- 韓國放送公社
  - 1TV於星期一至五19:00播出的《KBS7點新聞（朝鲜语：KBS_뉴스_7）》（19:25~19:30為各地方放送局製作的本地新聞，並提供手語服務；週末以《KBS新聞》播出，節目長度變為10分鐘）

### 英國
- 英国广播公司
  - 新聞頻道於每天13:00播出的《BBC一點新闻》（《BBC News at One》）（于画面右方提供手语传译）

### 越南
- 越南国家电视台
  - VTV1於每天17:30播出的《Việt Nam hôm nay》（于画面左下方提供手语传译）
  - VTV2於每天22:00播出的《22点新闻》（越南语：Bản tin 22h00）（于画面左下方提供手语传译）
- 胡志明市电视台
  - HTV9於每天11:30播出的《午间新闻》（于画面左下方提供手语传译）